# Kelly McGonigal
Pour les articles homonymes, voir McGonigal.
 (août 2017).
Si vous disposez d'ouvrages ou d'articles de référence ou si vous connaissez des sites web de qualité traitant du thème abordé ici, merci de compléter l'article en donnant les références utiles à sa vérifiabilité et en les liant à la section « Notes et références ».
Kelly McGonigal, née le 21 octobre 1977, est une psychologue américaine.

## Biographie
Elle grandit dans le New Jersey auprès de parents enseignants. Sa sœur jumelle, Jane McGonigal, est conceptrice de jeux vidéo. Elle obtient une licence de psychologie et une licence de communication de l'université de  Boston, puis un doctorat à l'université de Stanford, où elle enseigne la psychologie.
Elle s'intéresse au développement personnel et à l'amélioration du bien-être individuel, notamment aux comportements humains qui facilitent l'accomplissement des objectifs personnels malgré des résistances internes. Elle est une adepte d'un courant de la psychologie positive qui met l'accent sur la compassion sur soi-même et la méditation pleine conscience comme stratégies individuelles pour s'adapter à des situations de stress.

## Publications
- Yoga for Pain Relief: Simple Practices to Calm Your Mind and Heal Your Chronic Pain, 2009
- The Willpower Instinct: How Self-Control Works, Why It Matters, and What You Can Do to Get More of It, 2012
- The Neuroscience of Change: A Compassion-Based Program for Personal Transformation, 2012
- The Upside of Stress: Why Stress Is Good for You, and How to Get Good at It, 2015